# Кентербері (Коннектикут)
Кентербері (англ. Canterbury) — місто (англ. town) в США, в окрузі Віндем штату Коннектикут. Населення — 5045 осіб (2020).

## Демографія
Згідно з переписом 2010 року, у місті мешкали 5132 особи в 1934 домогосподарствах у складі 1458 родин. Було 2043 помешкання
Расовий склад населення:
| - 95,7 % — білих - 1,1 % — чорних або афроамериканців - 0,7 % — азіатів - 0,4 % — корінних американців |

До двох чи більше рас належало 1,9 %. Частка іспаномовних становила 1,8 % від усіх жителів.
За віковим діапазоном населення розподілялося таким чином: 22,0 % — особи молодші 18 років, 66,5 % — особи у віці 18—64 років, 11,5 % — особи у віці 65 років та старші. Медіана віку мешканця становила 43,2 року. На 100 осіб жіночої статі у місті припадало 101,3 чоловіків;  на 100 жінок у віці від 18 років та старших — 98,1 чоловіків також старших 18 років.
Середній дохід на одне домашнє господарство  становив 97 817 доларів США (медіана — 89 213), а середній дохід на одну сім'ю — 107 826 доларів (медіана — 94 798). Медіана доходів становила 63 868 доларів для чоловіків та 50 743 долари для жінок. За межею бідності перебувало 3,4 % осіб, у тому числі 0,4 % дітей у віці до 18 років та 2,4 % осіб у віці 65 років та старших.
Цивільне працевлаштоване населення становило 2721 особа. Основні галузі зайнятості: освіта, охорона здоров'я та соціальна допомога — 25,7 %, виробництво — 12,8 %, роздрібна торгівля — 11,4 %.